# Karaisen
Karaisen (bulgariska: Караисен) är ett distrikt i Bulgarien.   Det ligger i kommunen Obsjtina Pavlikeni och regionen Veliko Tărnovo, i den centrala delen av landet, 180 km öster om huvudstaden Sofia.